# Ameiurus natalis
Ameiurus natalis är en fiskart som först beskrevs av Lesueur, 1819.  Ameiurus natalis ingår i släktet Ameiurus och familjen Ictaluridae. Inga underarter finns listade i Catalogue of Life.

## Bildgalleri

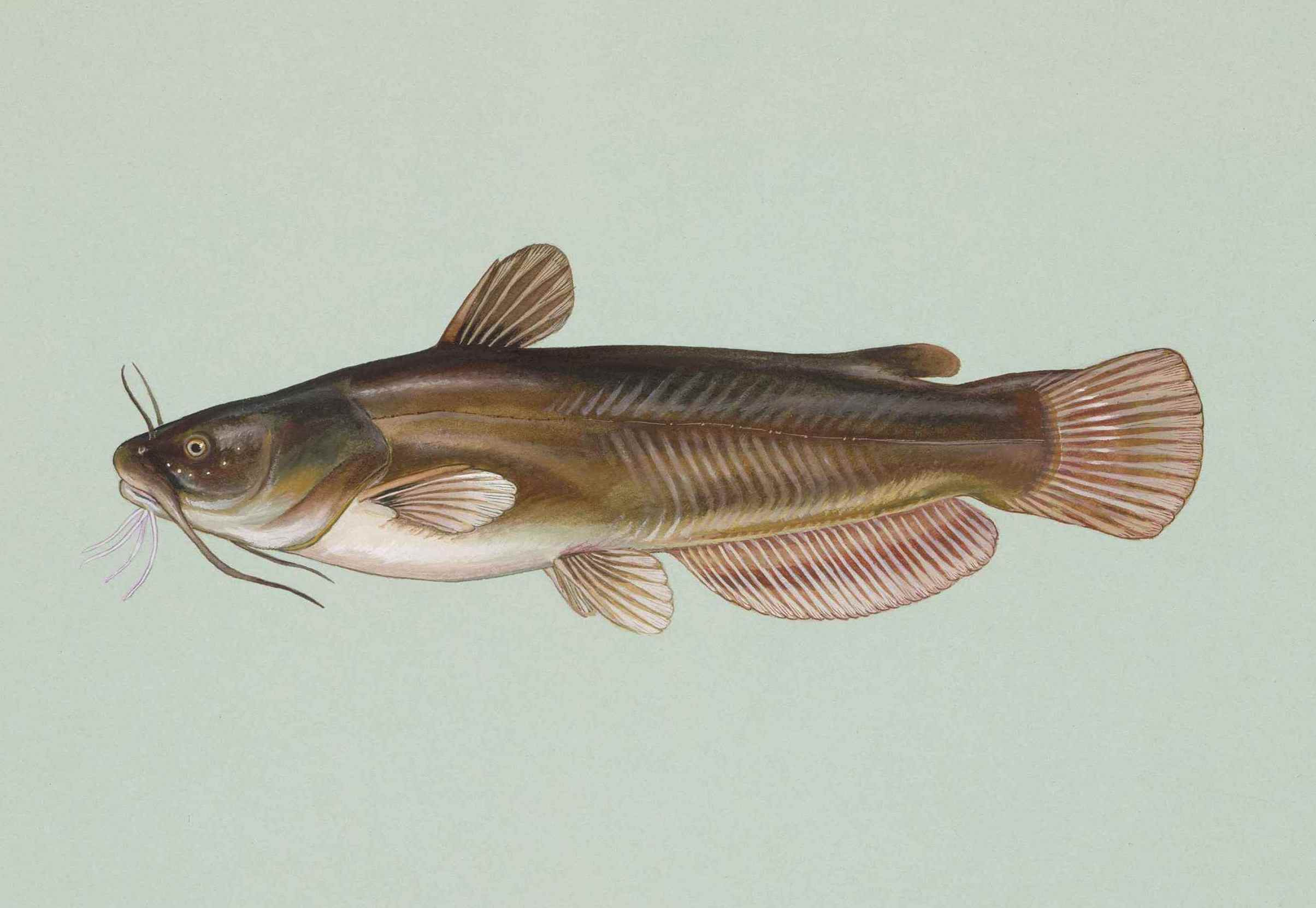